# Lista dinastiilor egiptene

## Egiptul Predinastic
- Perioada protodinastică

## Perioada Dinastică Timpurie
- prima dinastie
- a II-a dinastie

## Vechiul Regat
- III-a dinastie
- a IV-a dinastie
- a V-a dinastie
- a VI-a dinastie

## Prima Perioadă Intermediară
- a VII-a dinastie
- a VIII-a dinastie
- a IX-a dinastie
- a X-a dinastie
- a XI-a dinastie (Doar Theba)

## Regatul Mijlociu
- a XI-a dinastie (întregul Egipt)
- a XII-a dinastie
- a XIII-a dinastie
- a XIV-a dinastie

## A doua Perioadă Intermediară
- a XV-a dinastie
- a XVI-a dinastie
- a XVII-a dinastie

## Noul Regat
- a XVIII-a dinastie
- a XIX-a dinastie
- a XX-a dinastie

## A treia Perioadă Intermediară
- a XXI-a dinastie
- a XXII-a dinastie
- a XXIII-a dinastie
- XXIV-a dinastie
- XXV-a dinastie

## Perioada Târzie
- a XXVI-a dinastie
- a XXVII-a dinastie
- a XXVIII-a dinastie
- a XXIX-a dinastie
- a XXX-a dinastie
- a XXXI-a dinastie

## Perioada Greco-Romană
- Alexandru cel Mare
- Dinastia Ptolemeică
- Romană